# Pesisir Barat
Pesisir Barat ist ein indonesischer Regierungsbezirk (Kabupaten) in der indonesischen Provinz Lampung auf der Insel Sumatra. Ende 2023 leben hier etwa 174.000 Menschen. Der Verwaltungssitz des Kabupaten Pesisir Barat ist (Pasar) Krui, ein Kelurahan im Kecamatan Pesisir Tengah.

## Geographie
Hinsichtlich seiner Territorialfläche belegt der Kabupaten Platz 6 von 15 Verwaltungseinheiten der 2. Ebene (Kabupaten/Kota) in der Provinz (8,76 %) bzw. Platz 65 der 120 Kabupaten auf der Insel Sumatra.

### Lage
Pesisir Barat ist der westlichste Bezirk der Provinz Lampung und hat im Westen eine lange Küste zum Indischen Ozean. Im Nordwesten grenzt der Regierungsbezirk an die Provinz Bengkulu (Kec. Kaur) und im Nordosten an die Provinz Sumatra Selatan (Kec. Ogan Komering Ulu Selatan). Interne Grenzen bestehen im Osten mit dem Kabupaten Lampung Barat sowie im Südosten mit dem Kabupaten Tanggamus. Der langgestreckte Bezirk erstreckt sich zwischen 4° 46′ 44″ und 5° 56′ 35″ s. Br. sowie zwischen 103° 35′ 27″ und 104° 39′ 53″ ö. L.

## Verwaltungsgliederung
Administrativ unterteilt sich der Kabupaten Pesisir Barat in 11 Distrikte (indonesisch Kecamatan) mit 118 Dörfern, davon 147 Pekon und 2 städtisch geprägte Kelurahan, die beide im Kecamatan Pesisir Tengah liegen: Pasar Krui und Pasar Kota Krui.
| Code 1   | Kecamatan Distrikt | Ibu Kota Verwaltungssitz | Fläche (km²) | Einw. Zensus 2010 2       | Volkszählung 2020 | Volkszählung 2020 | Volkszählung 2020 | Anzahl der Dörfer |
| Code 1   | Kecamatan Distrikt | Ibu Kota Verwaltungssitz | Fläche (km²) | Einw. Zensus 2010 2       | Einw. 3           | 0Dichte 40        | Sex Ratio 5       | Anzahl der Dörfer |
| -------- | ------------------ | ------------------------ | ------------ | ------------------------- | ----------------- | ----------------- | ----------------- | ----------------- |
| 18.13.01 | Pesisir Tengah     | Pasar Krui               | 120,64       | 34.437                    | 19.787            | 164,0             | 105,94            | 8*                |
| 18.13.02 | Pesisir Selatan    | Biha                     | 409,17       | 21.346                    | 26.504            | 64,8              | 107,03            | 15                |
| 18.13.03 | Lemong             | Rata Agung               | 454,97       | 14.089                    | 12.874            | 28,3              | 111,26            | 13                |
| 18.13.04 | Pesisir Utara      | Pugung Tampak            | 84,27        | 9.332                     | 8.463             | 100,4             | 109,17            | 12                |
| 18.13.05 | Karya Penggawa00   | Way Nukak                | 62,46        | 13.986                    | 15.651            | 250,6             | 107,77            | 12                |
| 18.13.06 | Pulau Pisang       | Pekon Pasat              | 64,00        | Daten bei Pesisir Utara00 | 1.554             | 24,3              | 114,05            | 6                 |
| 18.13.07 | Way Krui           | Gunung Kemala            | 40,92        | Daten bei Pesisir Tengah0 | 8.775             | 214,4             | 107,50            | 10                |
| 18.13.08 | Krui Selatan       | Way Napal                | 36,25        | Daten bei Pesisir Tengah0 | 10.583            | 291,9             | 107,18            | 10                |
| 18.13.09 | Ngambur            | Negeri Ratu Ngambur00    | 110,01       | 17.580                    | 21.809            | 198,2             | 107,37            | 9                 |
| 18.13.10 | Ngaras             | Ngaras                   | 215,03       | 7.443                     | 9.550             | 44,4              | 111,28            | 9                 |
| 18.13.11 | Bangkunat          | Kota Jawa                | 943,70       | 23.528                    | 27.147            | 28,8              | 112,14            | 14                |
| 18.13    | Kab. Pesisir Barat | Kab. Pesisir Barat       | 2.907,23 6   | 141.741                   | 162.697           | 56,0              | 108,64            | 118               |

## Demografie
Bevölkerungsmäßig liegt Pesisir Barat mit 1,92 % auf dem letzten Platz der Provinz. Bei den 120 Kabupaten auf der Insel Sumatra wird immerhin Rang 97 erreicht. Die Bevölkerungsdichte (59,1 Einw. je km²) beträgt ein Fünftel des Provinzdurchschnitts (2023: 269,6).
Der Frauenanteil hat sich zwischen den beiden Volkszählungen 2010 und 2020 sowie zum Jahresende 2023 nur geringfügig verändert und auf Werte um die 48 Prozent eingepegelt.
| Religion im Jahr 2020 | Religion im Jahr 2020 | Religion im Jahr 2020 | Religion im Jahr 2020 |
| Religion              | Anzahl                | Anteil (%)            | Gebäude               |
| --------------------- | --------------------- | --------------------- | --------------------- |
| Islam                 | 159.518               | 98,77                 | 438 1                 |
| Christen insg.        | 000.419 2             | 00,26                 | 0–                    |
| Davon:                |                       |                       |                       |
| Protestanten          | 000.323               | 00,20                 |                       |
| Katholiken            | 0000.96               | 00,74                 |                       |
|                       |                       |                       |                       |
| Hindus                | 001.561               | 00,97                 | 0011                  |
| Buddhisten            | 00000.6               | 0                     | 000–                  |

| Jahr  | Gesamt- bevölkerung | Männer  | %      | Frauen  | %      |
| ----- | ------------------- | ------- | ------ | ------- | ------ |
| 02010 | 00141.741           | 074.689 | 052,69 | 067.052 | 047,31 |
| 02020 | 00162.697           | 084.717 | 052,07 | 077.980 | 047,93 |
| 02023 | 00173.695           | 089.979 | 051,80 | 083.716 | 048,20 |

### Soziale Daten 2020
| Merkmal                                                            | Pesisir Barat | 0Prov. Lampung0 |
| ------------------------------------------------------------------ | ------------- | --------------- |
| Bevölkerung unterhalb der Armutsgrenze (Tsd.)0                     | 22,24         | 1.049,32        |
| Anteil der „armen Bevölkerung“ (indonesisch Penduduk miskin) (%)00 | 14,29         | 12,34           |
| Arbeitslosenrate (%)                                               | 04,84         | 03,41           |
| Lebenserwartung bei der Geburt (Jahre)                             | 73,39         | 73,66           |
| HDI-Index                                                          | 68,43         | 71,04           |
| Analphabetenrate (in %, 15+ J.)                                    | 01,59         | 02,76           |
| Anteil der Altersgruppen                                           | 0Real0        | 0Prozentual0    |
| Kinder (<15 J.)                                                    | 0?0           | 27,92           |
| arbeitsfähige Bevölkerung (15–64 J.)                               | 0?0           | 66,69           |
| Rentner und Pensionäre (>65 J.)                                    | 0?0           | 05,39           |

## Geschichte
Der Kabupaten Pesisir Barat entstand als letzte Bezirk der Provinz Lampung am Ende des Jahres 2012. Hierbei wurde vom Mutterbezirk „Lampung Barat“ der westliche Teil abgetrennt. Dies waren 11 der 22 Kecamatan, 117 der 238 Dörfer; 57,6 Prozent des Territoriums (2.907,23 von 5.050,01 km²) und 32,3 Prozent der Bevölkerung des Jahres 2011 (136.370 von 421.878 Einw.).

Die Anzahl der Kecamatan blieb seit der Gründung unverändert, lediglich im Jahr 2017 (Regionalanordnung, PERDA 4/2017) erfolgten zwei Umbenennungen zwischen benachbarten Kecamatan: Bengkunat Belim heißt jetzt Bengkunat und Bengkunat heißt jetzt Ngaras.

### Aktuelle Daten der Bevölkerungsfortschreibung
Nachfolgende Tabelle gibt den Einwohnerstand nach Geschlecht vom Jahresende 2022 und 2023 wieder. Er resultiert aus den Ergebnissen der Fortschreibung durch die örtlichen Zivilregistrierungsbüros (Disdukcapil, indonesisch Dinas Kependudukan dan Pencatatan Sipil) und kann in einer interaktiven Karte abgerufen werden

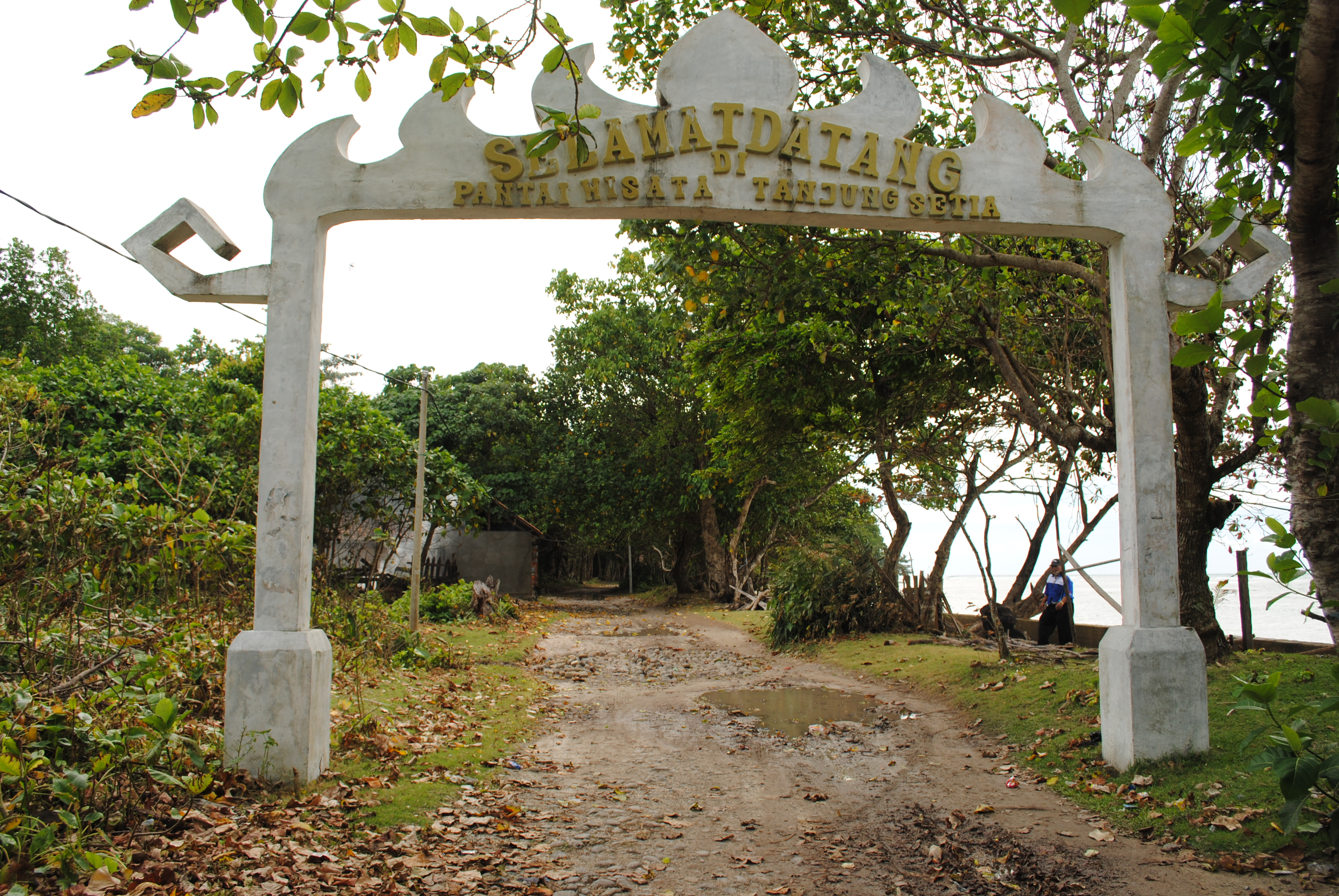
Das „Willkommenstor“ in Tanjung Setia

| Kecamatan            | 31.12.2022 | 31.12.2022 | 31.12.2022 | Fläche km² | 31.12.2023 | 31.12.2023 | 31.12.2023 | 31.12.2023         | 31.12.2023          |
| Kecamatan            | 0Insg.     | männl.     | weibl.     | Fläche km² | 0Insg.     | männl.     | weibl.     | Dichte [Einw./km²] | Sex Ratio [M*100/F] |
| -------------------- | ---------- | ---------- | ---------- | ---------- | ---------- | ---------- | ---------- | ------------------ | ------------------- |
| Pesisir Tengah       | 20.450     | 10.415     | 10.035     | 33,09      | 20.924     | 10.665     | 10.259     | 632,3              | 103,96              |
| Pesisir Selatan      | 28.153     | 14.489     | 13.664     | 427,14     | 28.678     | 14.789     | 13.889     | 67,1               | 106,48              |
| Lemong               | 13.091     | 6.920      | 6.171      | 170,76     | 13.271     | 6.981      | 6.290      | 77,7               | 110,99              |
| Pesisir Utara        | 8.752      | 4.531      | 4.221      | 52,27      | 8.920      | 4.619      | 4.301      | 170,7              | 107,39              |
| Karya Penggawa       | 16.035     | 8.328      | 7.707      | 84,05      | 16.158     | 8.390      | 7.768      | 192,2              | 108,01              |
| Pulau Pisang         | 1.686      | 875        | 811        | 1,45       | 1.731      | 894        | 837        | 1.193,8            | 106,81              |
| Way Krui             | 9.248      | 4.795      | 4.453      | 42,09      | 9.384      | 4.873      | 4.511      | 223,0              | 108,02              |
| Krui Selatan         | 11.230     | 5.766      | 5.464      | 37,27      | 11.550     | 5.936      | 5.614      | 309,9              | 105,74              |
| Ngambur              | 22.950     | 11.783     | 11.167     | 119,07     | 23.726     | 12.176     | 11.550     | 199,3              | 105,42              |
| Ngaras               | 10.194     | 5.337      | 4.857      | 79,97      | 10.455     | 5.462      | 4.993      | 130,7              | 109,39              |
| Bangkunat            | 28.156     | 14.862     | 13.294     | 325,48     | 28.898     | 15.194     | 13.704     | 88,8               | 110,87              |
| Kab. Pesisir Barat00 | 169.945    | 88.101     | 81.844     | 1.372,64 1 | 173.695    | 89.979     | 83.716     | 126,5              | 107,48              |

## Verzeichnis der Kelurahan
Die nachfolgende Liste gibt den Einwohnerstand zum Jahresende 2022 (Semester II/2022) und genau ein Jahr später für beide Kelurahan im Bezirk Pesisir Barat wieder. Für diese Kecamatan nahm die Einwohnerzahl innerhalb eines Jahres um 21 Einwohner ab.
Neben der Fläche und den Einwohnerzahlen werden die kalkulierten Ergebnisse der Bevölkerungsdichte (in Einw. je km²) sowie das Geschlechterverhältnisses (Sex Ratio) angegeben. Als erste Spalte ist der Strukturcode des indonesischen Innenministeriums angegeben. Er gibt gleichfalls Aufschluss über die Zugehörigkeit der Dörfer zu den übergeordneten Verwaltungsebenen: Die ersten drei Zahlenpärchen werden durch Punkte getrennt und geben die Provinz, den Regierungsbezirk (Kabupaten) und den Distrikt (Kecamatan) an. Als letztes folgt nach einem weiteren Trennungspunkt der vierstellige „Dorfcode“ – wobei städtisch geprägte Kelurahan immer mit 1 und „normale“ (ländliche) Desa mit einer 2 beginnen. Die Statistikseiten von BPS (Badan Pusat Statistik) verwenden eine andere Nomenklatur, auf die hier nicht näher eingegangen werden soll, da sie nur bei den Volkszählungen Anwendung findet.
Wie bei vorstehender Tabelle entstammen alle Daten der Fortschreibung durch die örtlichen Zivilregistrierungsbüros (Disdukcapil).
| Struktur- code | Kecamatan        | Kelurahan         | Bevölkerung am Jahresende 2022 | Bevölkerung am Jahresende 2022 | Bevölkerung am Jahresende 2022 | Bevölkerung am Jahresende 2022 | Bevölkerung am Jahresende 2023 | Bevölkerung am Jahresende 2023 | Bevölkerung am Jahresende 2023 | Bevölkerung am Jahresende 2023 | Bevölkerung am Jahresende 2023 |
| Struktur- code | Kecamatan        | Kelurahan         | Fläche (km²)                   | Gesamt                         | männlich                       | weiblich                       | Gesamt                         | männlich                       | weiblich                       | Dichte                         | Sex Ratio                      |
| -------------- | ---------------- | ----------------- | ------------------------------ | ------------------------------ | ------------------------------ | ------------------------------ | ------------------------------ | ------------------------------ | ------------------------------ | ------------------------------ | ------------------------------ |
| 18.13.01.1005  | Pesisir Tengah00 | Pasar Krui        | 7,56                           | 5524                           | 2.826                          | 2.698                          | 5.467                          | 2.798                          | 2.669                          | 723,1                          | 104,83                         |
| 18.13.01.1008  | Pesisir Tengah00 | Pasar Kota Krui00 | 1,40                           | 3157                           | 1621                           | 1536                           | 3.193                          | 1.640                          | 1.553                          | 2.280,7                        | 105,60                         |